# Kullagymnasiet
Kullagymnasiet är en kommunal gymnasieskola belägen i Höganäs kommun. Gymnasieskolan har funnits sedan 1997 och bedriver undervisning på följande program: El- och energiprogrammet, naturvetenskapsprogrammet, samhällsvetenskapsprogrammet, ekonomiprogrammet, teknikprogrammet, försäljnings- och serviceprogrammet, introduktionsprogrammen och T4 gymnasieingenjör. Skolan erbjuder också idrottsprofiler inom ishockey, sadel, fotboll och e-sport.

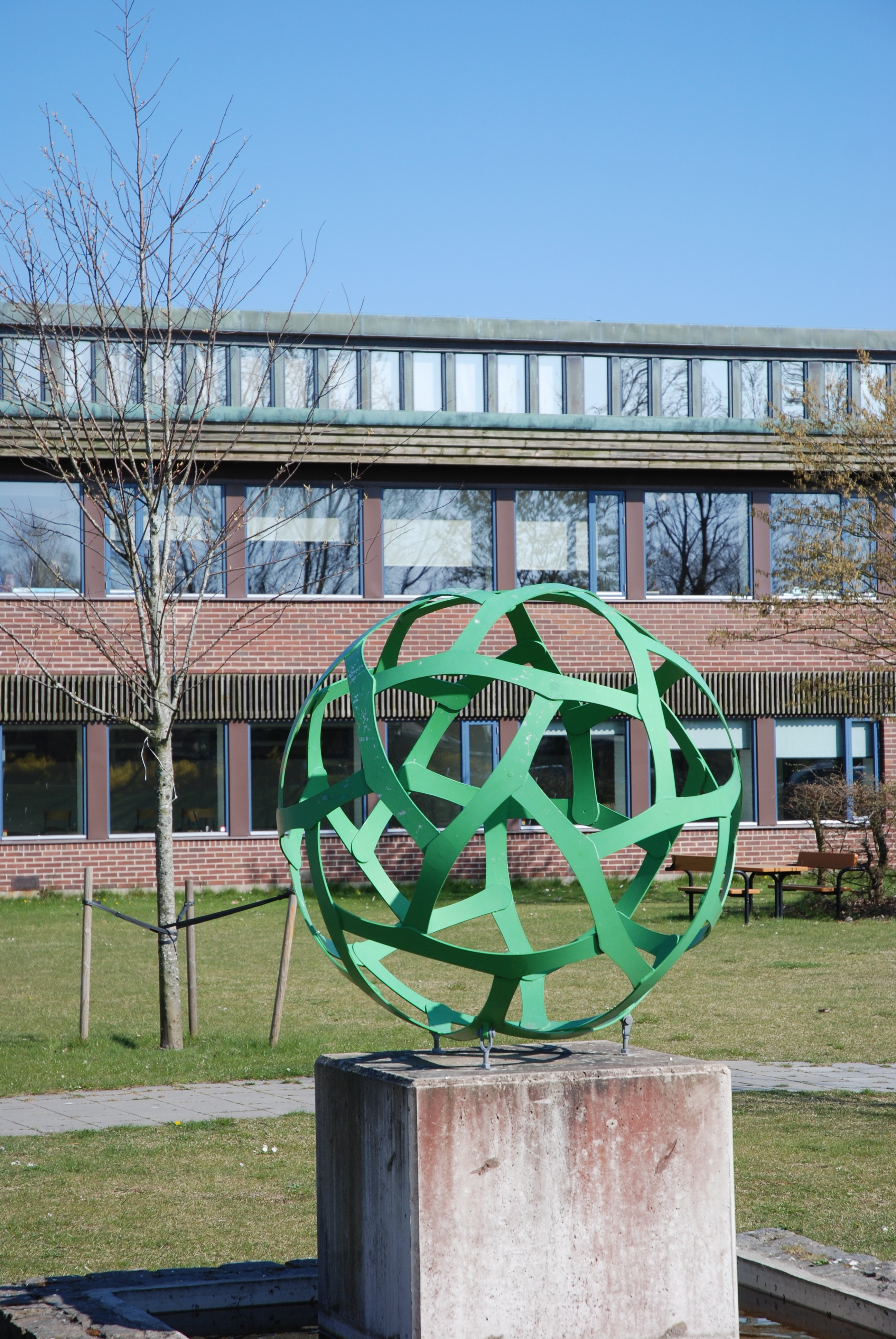
Till exempel, av Lars Englund belägen vid Kullagymnasiets västra sida.